# Supercoupe d'Europe féminine de volley-ball
La Supercoupe d'Europe féminine de volley-ball (Women Supercup) était une compétition interclubs de volley-ball. Organisée par la Confédération européenne de volley-ball (CEV), seules deux éditions eurent lieu, en 1993 puis en 1996.
Lors de la première édition, elle opposa le vainqueur de la Coupe des champions (1er échelon européen) à celui de la Coupe des coupes (2e échelon). Pour la seconde édition, le format s'élargit à quatre équipes avec, en plus des champions des deux principales compétitions, la participation du vainqueur de la Coupe de la CEV (3e échelon) et du club organisateur, ces équipes s'affrontant dans un format à élimination directe avec demi-finales, match pour la 3e place et finale.

## Palmarès
| Édition | Vainqueur     | Finaliste          | Troisième        |
| ------- | ------------- | ------------------ | ---------------- |
| 1993    | PVF Matera    | Volley Cats Berlin |                  |
| 1996    | Volley Modena | USC Münster        | Emlakbank Ankara |